# Like I Love You
Like I Love You – debiutancki singel Justina Timberlake’a promujący jego pierwszy album studyjny Justified. Powstały przy współudziale hip-hopowego duetu Clipse i we współpracy z formacją The Neptunes, został wydany w  2002.
Dotarł do 11. miejsca notowania Billboard Hot 100, z większym sukcesem spotkał się w krajach Europy – na UK Singles Chart uplasował się na miejscu drugim, a także objął pozycje w pierwszych dziesiątkach list przebojów duńskich, holenderskich, irlandzkich i belgijskich.
W 2003 był nominowany do nagrody Grammy w kategorii najlepsza współpraca raperska.

## Formaty płyt
- Europejskie wydanie CD maxi-single

1. „Like I Love You” [Album Version] – 4:47
2. „Like I Love You” [Instrumental] – 4:47
3. „Like I Love You” [Extended Club Mix] – 5:37

- Brytyjskie wydanie CD z remiksami

1. „Like I Love You” [Album Version] – 4:46
2. „Like I Love You” [Instrumental] – 4:46
3. „Like I Love You” [Extended Club Mix I] – 5:39
4. „Like I Love You” [Extended Club Mix II] – 7:08

- The Club Mixes Promo[1]

1. „Like I Love You” [Basement Jaxx Vocal Mix] – 6:04
2. „Like I Love You” [Deep Dish Zigzag Remix] – 9:40
3. „Like I Love You” [Deep Dish Zigzag Dub] – 8:32
4. „Like I Love You” [Jaxx Acid Dub] – 6:09

- Amerykańskie wydanie Maxi-CD[2]

1. „Like I Love You” – 4:46
2. „Like I Love You” [Deep Dish Zigzag Remix] – 9:38
3. „Like I Love You” [Deep Dish Zigzag Dub] – 8:51
4. „Like I Love You” [Basement Jaxx Vocal Remix] – 6:05
5. „Like I Love You” [Basement Jaxx Acid Dubb] – 6:10
6. „Like I Love You” [Extended Club Mix I] – 5:40
7. „Like I Love You” [Extended Club Mix II] – 7:10
8. „Like I Love You” [Deep Dish Zigzag Remix Radio Mix] – 4:30
9. „Like I Love You” [Basement Jaxx Vocal Mix Radio Mix] – 4:30
10. „Like I Love You” [Instrumental] – 4:46